# Datsun on-Do
O Datsun on-Do é um sedã do segmento B fabricado especificamente para o mercado russo sob a marca Datsun da Nissan Motor Company. É uma versão rebatizada e remodelada do Lada Granta desenvolvido pela AutoVAZ e também tem seu próprio número de índice VAZ, 2195. O on-Do foi lançado na Rússia em 4 de abril de 2014, e a AutoVAZ iniciou a fabricação em série do carro em 14 de julho de 2014. A palavra "Do" está relacionada a uma cultura tradicional japonesa que pode ser traduzida como "mover", enquanto "on" indica um adjetivo ou verbo. Quando "Datsun" é adicionado, significa um desejo de abrir o acesso à mobilidade e à liberdade de movimento para todos.

## Visão geral
O on-Do é 77 mm mais longo que o Lada Granta e tem uma frente e traseira diferentes, semelhantes a outros modelos Datsun. Sua distância entre eixos, altura e largura permanecem inalteradas.
O on-Do usa um motor de quatro cilindros em linha de 1,6 L que produz 87 hp (65 kW; 88 PS). A potência é transmitida às rodas usando uma transmissão manual de cinco marchas. Uma caixa de câmbio automática Jatco de 4 marchas estava disponível desde 2016.
Quanto à transmissão do sedã, a Datsun decidiu não desenvolver a sua própria, mas usar a manual de cinco marchas VAZ prontamente disponível. O fabricante alega que, para o carro de tração dianteira Datsun on-Do, a caixa de câmbio doméstica foi ligeiramente atualizada para reduzir a vibração e o ruído. A relação de transmissão do par principal da caixa mecânica Datsun é 3,7, como é o caso da Granta. O fabricante decidiu não equipar os sedãs com transmissões automáticas (ATs). No entanto, a AT apareceria no hatchback Datsun mi-Do.